# 中村司 (ビジネスコンサルタント)
中村 司（なかむら つかさ、1973年 - ）は、日本の起業家、講師。

## 経歴
2007年から小原大二郎、江連忠らと契約しゴルフ事業を行う。2016年、株式会社エリアビジネスマーケティングをじげんに売却。その後、講師として起業家の育成を行う。

## 著書
- 『社長の教科書（うらぼん）』（インフォトップ出版）
- 『ザ・スタート』（フォレスト出版）